# Eleição para Presidente da Assembleia da República Portuguesa de 2022
A eleição para Presidente da Assembleia da República Portuguesa de 2022 decorreu no dia 29 de março de 2022, tendo sido eleito Augusto Santos Silva. Para que fosse eleito eram necessários os votos de 116 dos 230 deputados.
A estas eleições concorreu sem oposição Augusto Santos Silva (apoiado pelo Partido Socialista), que venceu a eleição com 156 votos.

## Processo de eleição
No início de cada legislatura, existe um breve período logo no começo da 1.ª sessão legislativa, em que não existe Presidente da Assembleia da República. Uma vez que, e de acordo com a Constituição o seu mandato termina no início da nova legislatura e não com a tomada de posse do novo Presidente. Resulta que a praxe parlamentar, que tem força de norma, tem sido a de o líder do partido com o maior número de deputados eleitos convidar a presidir em exercício de funções o antigo Presidente da Assembleia da República, caso este seja deputado eleito. De contrário segue precedências, um dos anteriores vice-presidentes, o deputado mais antigo, o deputado mais velho. A relevância desta situação é pouco significativa, sendo mais uma curiosidade, uma vez que a primeira e única função do Presidente em exercício é promover a eleição e conferir posse ao novo Presidente.
Para se ser eleito Presidente da Assembleia da República Portuguesa, uma candidatura deve ser subscritas por um mínimo de um décimo e um máximo de um quinto do número de Deputados e obter maioria absoluta dos votos dos deputados em efetividade de funções. Se tal não acontecer, uma segunda volta é realizada com as duas candidaturas mais votadas. Se nenhuma candidatura obtiver a maioria absoluta dos votos, o processo é reaberto.

## Candidatos
| Candidato (nome e idade)  | Candidato (nome e idade) | Candidato (nome e idade) | Histórico político | Ref.  |
| ------------------------- | ------------------------ | ------------------------ | --- | ----- |
| Augusto Santos Silva (65) |                          |                          | Deputado na Assembleia da República (desde 1995) Ministro da Educação (2000-2001), da Cultura (2001-2002), dos Assuntos Parlamentares (2005-2009), da Defesa Nacional (2009-2011) e dos Negócios Estrangeiros (2015-2022) | [ 4 ] |

### Candidatos especulados
| Candidato (nome e idade) | Candidato (nome e idade) | Candidato (nome e idade) | Histórico político | Ref.  |
| ------------------------ | ------------------------ | ------------------------ | --- | ----- |
| Edite Estrela (72)       |                          |                          | Vice-Presidente da Assembleia da República (desde 2015) Deputada na Assembleia da República (desde 2015; anteriormente 1987-1994) Presidente da Câmara Municipal de Sintra (1994-2002) Eurodeputada (2004-2014) | [ 5 ] |
| Francisco Assis (57)     |                          |                          | Deputado na Assembleia da República (1995-2002; 2005-2013) Presidente da Câmara Municipal de Amarante (1990-1995) Eurodeputado (2004-2009; 2014-2019)                                                           | [ 6 ] |

## Resultados
| Candidato                                | Grupo parlamentar | Grupo parlamentar | Votos |
| ---------------------------------------- | ----------------- | ----------------- | ----- |
| Augusto Santos Silva                     |                   | PS                | 156   |
|                                          |                   |                   |       |
| Totais                                   | Totais            | Totais            | 156   |
| Votos necessários                        | Votos necessários | Votos necessários | 116   |
| Brancos ou nulos                         | Brancos ou nulos  | Brancos ou nulos  | 74    |
| Votos                                    | Votos             | Votos             | 230   |
| Fonte: Diário da Assembleia da República |                   |                   |       |